# Lista över fornlämningar i Köpings kommun (Köping)
Lista över fornlämningar i Köpings kommun (Köping) är en förteckning av ett urval av de fornlämningar som finns i Köping i Köpings kommun.
| Namn                                   | Lämningstyp                 | Tillkomsttid | Historisk indelning | Plats | Läge                 | ID-nr          | Bild                                      |
| -------------------------------------- | --------------------------- | ------------ | ------------------- | ----- | -------------------- | -------------- | ----------------------------------------- |
| Köping 1:1                             | Hällristning                |              | Köping, Västmanland |       | 59.543221, 16.038950 | 10230200010001 | Ladda upp en bild av detta fornminne      |
| Köping 1:2                             | Hällristning                |              | Köping, Västmanland |       | 59.543379, 16.038848 | 10230200010002 | Ladda upp en bild av detta fornminne      |
| Köping 2:1                             | Gravfält                    |              | Köping, Västmanland |       | 59.544540, 16.038111 | 10230200020001 | Ladda upp en bild av detta fornminne      |
| Köping 2:2                             | Hällristning                |              | Köping, Västmanland |       | 59.544947, 16.037802 | 10230200020002 | Ladda upp en bild av detta fornminne      |
| Kastena skans (Köping 3:1)             | Fornborg                    |              | Köping, Västmanland |       | 59.547217, 16.036808 | 10230200030001 | Ladda upp en bild av detta fornminne      |
| Köping 4:1                             | Stensättning                |              | Köping, Västmanland |       | 59.530506, 16.027942 | 10230200040001 | Ladda upp en bild av detta fornminne      |
| Köping 5:1                             | Röse                        |              | Köping, Västmanland |       | 59.535992, 16.025218 | 10230200050001 | Ladda upp en bild av detta fornminne      |
| Köping 5:2                             | Stensättning                |              | Köping, Västmanland |       | 59.535948, 16.024845 | 10230200050002 | Ladda upp en bild av detta fornminne      |
| Köping 5:3                             | Stensättning                |              | Köping, Västmanland |       | 59.535710, 16.025287 | 10230200050003 | Ladda upp en bild av detta fornminne      |
| Köping 7:2                             | Hällristning                |              | Köping, Västmanland |       | 59.543071, 16.034915 | 10230200070002 | Ladda upp en bild av detta fornminne      |
| Köping 7:3                             | Hällristning                |              | Köping, Västmanland |       | 59.543037, 16.034933 | 10230200070003 | Ladda upp en bild av detta fornminne      |
| Köping 7:4                             | Hällristning                |              | Köping, Västmanland |       | 59.543035, 16.034802 | 10230200070004 | Ladda upp en bild av detta fornminne      |
| Köping 7:5                             | Hällristning                |              | Köping, Västmanland |       | 59.543096, 16.034784 | 10230200070005 | Ladda upp en bild av detta fornminne      |
| Köping 7:6                             | Hällristning                |              | Köping, Västmanland |       | 59.543181, 16.034427 | 10230200070006 | Ladda upp en bild av detta fornminne      |
| Köping 7:7                             | Hällristning                |              | Köping, Västmanland |       | 59.543140, 16.034501 | 10230200070007 | Ladda upp en bild av detta fornminne      |
| Köping 8:1                             | Röse                        |              | Köping, Västmanland |       | 59.557956, 16.027043 | 10230200080001 | Ladda upp en bild av detta fornminne      |
| Köping 8:2                             | Stensättning                |              | Köping, Västmanland |       | 59.558024, 16.027312 | 10230200080002 | Ladda upp en bild av detta fornminne      |
| Köping 8:3                             | Stensättning                |              | Köping, Västmanland |       | 59.557781, 16.027340 | 10230200080003 | Ladda upp en bild av detta fornminne      |
| Köping 9:2                             | Hällristning                |              | Köping, Västmanland |       | 59.554764, 16.027415 | 10230200090002 | Ladda upp en bild av detta fornminne      |
| Köping 9:3                             | Hällristning                |              | Köping, Västmanland |       | 59.555165, 16.028160 | 10230200090003 | Ladda upp en bild av detta fornminne      |
| Köping 9:4                             | Hällristning                |              | Köping, Västmanland |       | 59.554413, 16.028359 | 10230200090004 | Ladda upp en bild av detta fornminne      |
| Köping 11:1                            | Stensättning                |              | Köping, Västmanland |       | 59.550528, 16.033025 | 10230200110001 | Ladda upp en bild av detta fornminne      |
| Köping 14:1                            | Stensättning                |              | Köping, Västmanland |       | 59.545120, 16.034168 | 10230200140001 | Ladda upp en bild av detta fornminne      |
| Köping 16:1                            | Hällristning                |              | Köping, Västmanland |       | 59.552560, 16.011026 | 10230200160001 | Ladda upp en bild av detta fornminne      |
| Köping 17:1                            | Stensättning                |              | Köping, Västmanland |       | 59.550016, 16.012416 | 10230200170001 | Ladda upp en bild av detta fornminne      |
| Köping 19:1                            | Hög                         |              | Köping, Västmanland |       | 59.544405, 16.022070 | 10230200190001 | Ladda upp en bild av detta fornminne      |
| Köping 20:1                            | Stensättning                |              | Köping, Västmanland |       | 59.546379, 16.009241 | 10230200200001 | Ladda upp en bild av detta fornminne      |
| Köping 20:2                            | Stensättning                |              | Köping, Västmanland |       | 59.546567, 16.009336 | 10230200200002 | Ladda upp en bild av detta fornminne      |
| Köping 21:1                            | Stensättning                |              | Köping, Västmanland |       | 59.553261, 15.993262 | 10230200210001 | Ladda upp en bild av detta fornminne      |
| Köping 23:1                            | Stensättning                |              | Köping, Västmanland |       | 59.553489, 15.997919 | 10230200230001 | Ladda upp en bild av detta fornminne      |
| Köping 24:1                            | Röse                        |              | Köping, Västmanland |       | 59.552619, 15.998199 | 10230200240001 | Ladda upp en bild av detta fornminne      |
| Köping 25:1                            | Gravfält                    |              | Köping, Västmanland |       | 59.551121, 15.989624 | 10230200250001 | Ladda upp en bild av detta fornminne      |
| 2) Hagelsberga (Köping 26:1)           | Hällristning                |              | Köping, Västmanland |       | 59.553310, 15.988750 | 10230200260001 | Ladda upp en bild av detta fornminne      |
| 2) Hagelsberga (Köping 26:3)           | Hällristning                |              | Köping, Västmanland |       | 59.554279, 15.987458 | 10230200260003 | Ladda upp en bild av detta fornminne      |
| Köping 27:1                            | Stensättning                |              | Köping, Västmanland |       | 59.554589, 15.997006 | 10230200270001 | Ladda upp en bild av detta fornminne      |
| Köping 27:2                            | Stensättning                |              | Köping, Västmanland |       | 59.554977, 15.996953 | 10230200270002 | Ladda upp en bild av detta fornminne      |
| Köping 29:1                            | Hällristning                |              | Köping, Västmanland |       | 59.555821, 15.986750 | 10230200290001 | Ladda upp en bild av detta fornminne      |
| Köping 30:1                            | Hög                         |              | Köping, Västmanland |       | 59.546793, 15.988612 | 10230200300001 | Ladda upp en bild av detta fornminne      |
| Köping 32:1                            | Hällristning                |              | Köping, Västmanland |       | 59.546761, 15.991219 | 10230200320001 | Ladda upp en bild av detta fornminne      |
| Köping 33:1                            | Gravfält                    |              | Köping, Västmanland |       | 59.546357, 15.982896 | 10230200330001 | Ladda upp en bild av detta fornminne      |
| Köping 33:2                            | Stensättning                |              | Köping, Västmanland |       | 59.545981, 15.983126 | 10230200330002 | Ladda upp en bild av detta fornminne      |
| Köping 34:1                            | Stensättning                |              | Köping, Västmanland |       | 59.545621, 15.985672 | 10230200340001 | Ladda upp en bild av detta fornminne      |
| Köping 34:2                            | Gravfält                    |              | Köping, Västmanland |       | 59.545473, 15.984942 | 10230200340002 | Ladda upp en bild av detta fornminne      |
| Köping 36:1                            | Stensättning                |              | Köping, Västmanland |       | 59.544739, 15.986009 | 10230200360001 | Ladda upp en bild av detta fornminne      |
| Köping 37:1                            | Stensättning                |              | Köping, Västmanland |       | 59.543193, 15.985533 | 10230200370001 | Ladda upp en bild av detta fornminne      |
| Köping 37:2                            | Röse                        |              | Köping, Västmanland |       | 59.542812, 15.985485 | 10230200370002 | Ladda upp en bild av detta fornminne      |
| Köping 39:1                            | Gravfält                    |              | Köping, Västmanland |       | 59.533058, 15.986129 | 10230200390001 | Ladda upp en bild av detta fornminne      |
| Köping 40:1                            | Hög                         |              | Köping, Västmanland |       | 59.528288, 15.993607 | 10230200400001 | Ladda upp en bild av detta fornminne      |
| Köping 42:1                            | Hällristning                |              | Köping, Västmanland |       | 59.530893, 16.024293 | 10230200420001 | Ladda upp en bild av detta fornminne      |
| Köping 43:1                            | Gravfält                    |              | Köping, Västmanland |       | 59.543768, 15.978983 | 10230200430001 | Ladda upp en bild av detta fornminne      |
| Köping 44:1                            | Hög                         |              | Köping, Västmanland |       | 59.545680, 15.976760 | 10230200440001 | Ladda upp en bild av detta fornminne      |
| Köping 44:2                            | Stensättning                |              | Köping, Västmanland |       | 59.545397, 15.976907 | 10230200440002 | Ladda upp en bild av detta fornminne      |
| Köping 44:3                            | Stensättning                |              | Köping, Västmanland |       | 59.545313, 15.977250 | 10230200440003 | Ladda upp en bild av detta fornminne      |
| Köping 45:1                            | Hög                         |              | Köping, Västmanland |       | 59.547929, 15.976299 | 10230200450001 | Ladda upp en bild av detta fornminne      |
| Köping 45:2                            | Stensättning                |              | Köping, Västmanland |       | 59.547981, 15.976051 | 10230200450002 | Ladda upp en bild av detta fornminne      |
| Köping 46:1                            | Stensättning                |              | Köping, Västmanland |       | 59.548251, 15.974654 | 10230200460001 | Ladda upp en bild av detta fornminne      |
| Köping 47:1                            | Stensättning                |              | Köping, Västmanland |       | 59.549178, 15.973385 | 10230200470001 | Ladda upp en bild av detta fornminne      |
| Köping 48:1                            | Stensättning                |              | Köping, Västmanland |       | 59.550190, 15.975140 | 10230200480001 | Ladda upp en bild av detta fornminne      |
| Köping 49:1                            | Hällristning                |              | Köping, Västmanland |       | 59.550851, 15.973833 | 10230200490001 | Ladda upp en bild av detta fornminne      |
| Jätteberget (Köping 50:1)              | Fornborg                    |              | Köping, Västmanland |       | 59.555616, 15.950192 | 10230200500001 | Ladda upp en till bild av detta fornminne |
| Köping 51:1                            | Stensättning                |              | Köping, Västmanland |       | 59.546439, 15.968694 | 10230200510001 | Ladda upp en bild av detta fornminne      |
| Köping 52:1                            | Gravfält                    |              | Köping, Västmanland |       | 59.543744, 15.964382 | 10230200520001 | Ladda upp en bild av detta fornminne      |
| Köping 54:1                            | Hög                         |              | Köping, Västmanland |       | 59.536220, 15.959493 | 10230200540001 | Ladda upp en bild av detta fornminne      |
| Köping 55:1                            | Gravfält                    |              | Köping, Västmanland |       | 59.536488, 15.978807 | 10230200550001 | Ladda upp en bild av detta fornminne      |
| Ströbohög (Köping 56:1)                | Hög                         |              | Köping, Västmanland |       | 59.522501, 15.964886 | 10230200560001 | Ladda upp en till bild av detta fornminne |
| Drottning Gunillas backe (Köping 57:1) | Hög                         |              | Köping, Västmanland |       | 59.506747, 15.941433 | 10230200570001 | Ladda upp en bild av detta fornminne      |
| Köping 58:1                            | Stensättning                |              | Köping, Västmanland |       | 59.503140, 15.946087 | 10230200580001 | Ladda upp en bild av detta fornminne      |
| Köping 59:1                            | Stensättning                |              | Köping, Västmanland |       | 59.496482, 15.951350 | 10230200590001 | Ladda upp en bild av detta fornminne      |
| Köping 59:2                            | Stensättning                |              | Köping, Västmanland |       | 59.496591, 15.951623 | 10230200590002 | Ladda upp en bild av detta fornminne      |
| Köping 60:1                            | Stensättning                |              | Köping, Västmanland |       | 59.497371, 15.952794 | 10230200600001 | Ladda upp en bild av detta fornminne      |
| Köping 60:2                            | Stensättning                |              | Köping, Västmanland |       | 59.497608, 15.952846 | 10230200600002 | Ladda upp en bild av detta fornminne      |
| Köping 60:3                            | Stensättning                |              | Köping, Västmanland |       | 59.497732, 15.952603 | 10230200600003 | Ladda upp en bild av detta fornminne      |
| Köping 61:1                            | Gravfält                    |              | Köping, Västmanland |       | 59.498279, 15.952561 | 10230200610001 | Ladda upp en bild av detta fornminne      |
| Köping 62:1                            | Gravfält                    |              | Köping, Västmanland |       | 59.498771, 15.952813 | 10230200620001 | Ladda upp en bild av detta fornminne      |
| Köping 64:1                            | Stensättning                |              | Köping, Västmanland |       | 59.490275, 15.959011 | 10230200640001 | Ladda upp en bild av detta fornminne      |
| Köping 67:1                            | Hög                         |              | Köping, Västmanland |       | 59.501205, 15.943408 | 10230200670001 | Ladda upp en bild av detta fornminne      |
| Köping 69:1                            | Stensättning                |              | Köping, Västmanland |       | 59.472094, 15.964186 | 10230200690001 | Ladda upp en bild av detta fornminne      |
| Köping 70:1                            | Stensättning                |              | Köping, Västmanland |       | 59.472646, 15.965269 | 10230200700001 | Ladda upp en bild av detta fornminne      |
| Köping 71:1                            | Gravfält                    |              | Köping, Västmanland |       | 59.490170, 15.976132 | 10230200710001 | Ladda upp en bild av detta fornminne      |
| Köping 72:1                            | Gravfält                    |              | Köping, Västmanland |       | 59.489201, 15.975257 | 10230200720001 | Ladda upp en bild av detta fornminne      |
| Köping 73:1                            | Hög                         |              | Köping, Västmanland |       | 59.484975, 15.977013 | 10230200730001 | Ladda upp en bild av detta fornminne      |
| Köping 74:1                            | Stensättning                |              | Köping, Västmanland |       | 59.488448, 15.975495 | 10230200740001 | Ladda upp en bild av detta fornminne      |
| Köping 74:2                            | Stensättning                |              | Köping, Västmanland |       | 59.488307, 15.975462 | 10230200740002 | Ladda upp en bild av detta fornminne      |
| Köping 75:1                            | Gravfält                    |              | Köping, Västmanland |       | 59.495327, 15.968921 | 10230200750001 | Ladda upp en bild av detta fornminne      |
| Köping 77:1                            | Borg                        |              | Köping, Västmanland |       | 59.478350, 16.015114 | 10230200770001 | Ladda upp en bild av detta fornminne      |
| Köping 78:1                            | Hög                         |              | Köping, Västmanland |       | 59.510081, 15.962814 | 10230200780001 | Ladda upp en bild av detta fornminne      |
| Köping 78:2                            | Stensättning                |              | Köping, Västmanland |       | 59.509948, 15.962877 | 10230200780002 | Ladda upp en bild av detta fornminne      |
| Köping 78:3                            | Stensättning                |              | Köping, Västmanland |       | 59.509842, 15.963010 | 10230200780003 | Ladda upp en bild av detta fornminne      |
| Skoftesta skans (Köping 79:1)          | Fornborg                    |              | Köping, Västmanland |       | 59.510723, 15.946939 | 10230200790001 | Ladda upp en till bild av detta fornminne |
| Köping 80:1                            | Stensättning                |              | Köping, Västmanland |       | 59.508247, 15.970159 | 10230200800001 | Ladda upp en bild av detta fornminne      |
| Köping 81:1                            | Stensättning                |              | Köping, Västmanland |       | 59.502580, 15.976963 | 10230200810001 | Ladda upp en bild av detta fornminne      |
| Köping 85:1                            | Gravfält                    |              | Köping, Västmanland |       | 59.496455, 15.979781 | 10230200850001 | Ladda upp en bild av detta fornminne      |
| Köping 88:1                            | Gravfält                    |              | Köping, Västmanland |       | 59.486641, 15.955036 | 10230200880001 | Ladda upp en bild av detta fornminne      |
| Köping 89:1                            | Hög                         |              | Köping, Västmanland |       | 59.482293, 15.957096 | 10230200890001 | Ladda upp en bild av detta fornminne      |
| Köping 89:2                            | Stensättning                |              | Köping, Västmanland |       | 59.482310, 15.957407 | 10230200890002 | Ladda upp en bild av detta fornminne      |
| Köping 91:1                            | Röse                        |              | Köping, Västmanland |       | 59.481871, 15.970299 | 10230200910001 | Ladda upp en bild av detta fornminne      |
| Köping 91:2                            | Stensättning                |              | Köping, Västmanland |       | 59.482025, 15.970424 | 10230200910002 | Ladda upp en bild av detta fornminne      |
| Köping 92:1                            | Stensättning                |              | Köping, Västmanland |       | 59.483867, 15.973582 | 10230200920001 | Ladda upp en bild av detta fornminne      |
| Köping 93:1                            | Stensättning                |              | Köping, Västmanland |       | 59.481468, 15.974446 | 10230200930001 | Ladda upp en bild av detta fornminne      |
| Köping 93:2                            | Stensättning                |              | Köping, Västmanland |       | 59.481605, 15.974497 | 10230200930002 | Ladda upp en bild av detta fornminne      |
| Köping 93:3                            | Stensättning                |              | Köping, Västmanland |       | 59.481508, 15.974246 | 10230200930003 | Ladda upp en bild av detta fornminne      |
| Köping 94:1                            | Gravfält                    |              | Köping, Västmanland |       | 59.473086, 15.966947 | 10230200940001 | Ladda upp en bild av detta fornminne      |
| Köping 95:1                            | Gravfält                    |              | Köping, Västmanland |       | 59.491711, 15.975764 | 10230200950001 | Ladda upp en bild av detta fornminne      |
| Köping 97:1                            | Stensättning                |              | Köping, Västmanland |       | 59.547610, 15.961571 | 10230200970001 | Ladda upp en bild av detta fornminne      |
| Köping 99:1                            | Gravfält                    |              | Köping, Västmanland |       | 59.544634, 15.959049 | 10230200990001 | Ladda upp en bild av detta fornminne      |
| Köping 101:1                           | Hög                         |              | Köping, Västmanland |       | 59.538748, 15.963862 | 10230201010001 | Ladda upp en bild av detta fornminne      |
| Köping 102:1                           | Gravfält                    |              | Köping, Västmanland |       | 59.521891, 15.943257 | 10230201020001 | Ladda upp en bild av detta fornminne      |
| Köping 103:1                           | Stensättning                |              | Köping, Västmanland |       | 59.529960, 15.907184 | 10230201030001 | Ladda upp en bild av detta fornminne      |
| Köping 103:2                           | Hällristning                |              | Köping, Västmanland |       | 59.529697, 15.906874 | 10230201030002 | Ladda upp en bild av detta fornminne      |
| Köping 108:1                           | Gravfält                    |              | Köping, Västmanland |       | 59.526857, 15.910454 | 10230201080001 | Ladda upp en bild av detta fornminne      |
| Köping 108:2                           | Hällristning                |              | Köping, Västmanland |       | 59.526884, 15.909976 | 10230201080002 | Ladda upp en bild av detta fornminne      |
| Köping 108:4                           | Hällristning                |              | Köping, Västmanland |       | 59.526407, 15.909431 | 10230201080004 | Ladda upp en bild av detta fornminne      |
| Köping 108:5                           | Hällristning                |              | Köping, Västmanland |       | 59.526063, 15.909829 | 10230201080005 | Ladda upp en bild av detta fornminne      |
| Köping 109:1                           | Hällristning                |              | Köping, Västmanland |       | 59.526876, 15.908500 | 10230201090001 | Ladda upp en bild av detta fornminne      |
| Köping 110:1                           | Gravfält                    |              | Köping, Västmanland |       | 59.528683, 15.912747 | 10230201100001 | Ladda upp en bild av detta fornminne      |
| Köping 110:2                           | Gravfält                    |              | Köping, Västmanland |       | 59.529493, 15.909835 | 10230201100002 | Ladda upp en bild av detta fornminne      |
| Köping 111:1                           | Hällristning                |              | Köping, Västmanland |       | 59.526965, 15.913962 | 10230201110001 | Ladda upp en bild av detta fornminne      |
| Köping 112:1                           | Gravfält                    |              | Köping, Västmanland |       | 59.525133, 15.913840 | 10230201120001 | Ladda upp en bild av detta fornminne      |
| Köping 112:3                           | Hällristning                |              | Köping, Västmanland |       | 59.524898, 15.913393 | 10230201120003 | Ladda upp en bild av detta fornminne      |
| Köping 112:4                           | Hällristning                |              | Köping, Västmanland |       | 59.525012, 15.913078 | 10230201120004 | Ladda upp en bild av detta fornminne      |
| Köping 112:5                           | Hällristning                |              | Köping, Västmanland |       | 59.525168, 15.912543 | 10230201120005 | Ladda upp en bild av detta fornminne      |
| Köping 112:6                           | Hällristning                |              | Köping, Västmanland |       | 59.524570, 15.913006 | 10230201120006 | Ladda upp en bild av detta fornminne      |
| Köping 112:7                           | Hällristning                |              | Köping, Västmanland |       | 59.524864, 15.914661 | 10230201120007 | Ladda upp en bild av detta fornminne      |
| Köping 112:8                           | Hällristning                |              | Köping, Västmanland |       | 59.524962, 15.914861 | 10230201120008 | Ladda upp en bild av detta fornminne      |
| Köping 113:1                           | Stensättning                |              | Köping, Västmanland |       | 59.524350, 15.914346 | 10230201130001 | Ladda upp en bild av detta fornminne      |
| Köping 113:3                           | Hällristning                |              | Köping, Västmanland |       | 59.524216, 15.913782 | 10230201130003 | Ladda upp en bild av detta fornminne      |
| Köping 113:4                           | Hällristning                |              | Köping, Västmanland |       | 59.524172, 15.914524 | 10230201130004 | Ladda upp en bild av detta fornminne      |
| Köping 114:1                           | Hög                         |              | Köping, Västmanland |       | 59.523184, 15.912309 | 10230201140001 | Ladda upp en bild av detta fornminne      |
| Köping 114:2                           | Hög                         |              | Köping, Västmanland |       | 59.523054, 15.912292 | 10230201140002 | Ladda upp en bild av detta fornminne      |
| Köping 114:3                           | Hällristning                |              | Köping, Västmanland |       | 59.523005, 15.911494 | 10230201140003 | Ladda upp en bild av detta fornminne      |
| Köping 115:1                           | Stensättning                |              | Köping, Västmanland |       | 59.521222, 15.914383 | 10230201150001 | Ladda upp en bild av detta fornminne      |
| Köping 115:3                           | Hällristning                |              | Köping, Västmanland |       | 59.521178, 15.914370 | 10230201150003 | Ladda upp en bild av detta fornminne      |
| Köping 115:4                           | Hällristning                |              | Köping, Västmanland |       | 59.521236, 15.914304 | 10230201150004 | Ladda upp en bild av detta fornminne      |
| Köping 115:5                           | Hällristning                |              | Köping, Västmanland |       | 59.521178, 15.914399 | 10230201150005 | Ladda upp en bild av detta fornminne      |
| Köping 115:6                           | Hällristning                |              | Köping, Västmanland |       | 59.521289, 15.914390 | 10230201150006 | Ladda upp en bild av detta fornminne      |
| Köping 115:7                           | Hällristning                |              | Köping, Västmanland |       | 59.521347, 15.914276 | 10230201150007 | Ladda upp en bild av detta fornminne      |
| Köping 116:1                           | Gravfält                    |              | Köping, Västmanland |       | 59.524435, 15.929646 | 10230201160001 | Ladda upp en bild av detta fornminne      |
| Köping 116:2                           | Hällristning                |              | Köping, Västmanland |       | 59.524636, 15.929317 | 10230201160002 | Ladda upp en bild av detta fornminne      |
| Köping 116:3                           | Hällristning                |              | Köping, Västmanland |       | 59.523995, 15.929547 | 10230201160003 | Ladda upp en bild av detta fornminne      |
| Köping 116:4                           | Hällristning                |              | Köping, Västmanland |       | 59.524915, 15.930040 | 10230201160004 | Ladda upp en bild av detta fornminne      |
| Köping 117:1                           | Gravfält                    |              | Köping, Västmanland |       | 59.538906, 15.976788 | 10230201170001 | Ladda upp en bild av detta fornminne      |
| Köping 118:1                           | Gravfält                    |              | Köping, Västmanland |       | 59.529903, 15.985984 | 10230201180001 | Ladda upp en bild av detta fornminne      |
| Köping 120:1                           | Stensättning                |              | Köping, Västmanland |       | 59.528735, 15.996324 | 10230201200001 | Ladda upp en bild av detta fornminne      |
| Köping 121:1                           | Stensättning                |              | Köping, Västmanland |       | 59.539181, 15.984617 | 10230201210001 | Ladda upp en bild av detta fornminne      |
| Köping 124:1                           | Hällristning                |              | Köping, Västmanland |       | 59.540344, 16.045639 | 10230201240001 | Ladda upp en bild av detta fornminne      |
| Köping 125:1                           | Stensättning                |              | Köping, Västmanland |       | 59.541358, 16.060759 | 10230201250001 | Ladda upp en bild av detta fornminne      |
| Köping 125:2                           | Stensättning                |              | Köping, Västmanland |       | 59.541213, 16.060833 | 10230201250002 | Ladda upp en bild av detta fornminne      |
| Köping 126:1                           | Hög                         |              | Köping, Västmanland |       | 59.538966, 16.064483 | 10230201260001 | Ladda upp en bild av detta fornminne      |
| Köping 127:1                           | Hög                         |              | Köping, Västmanland |       | 59.538347, 16.064418 | 10230201270001 | Ladda upp en bild av detta fornminne      |
| Köping 128:1                           | Hög                         |              | Köping, Västmanland |       | 59.537473, 16.065298 | 10230201280001 | Ladda upp en bild av detta fornminne      |
| Köping 129:1                           | Hällristning                |              | Köping, Västmanland |       | 59.524204, 16.032814 | 10230201290001 | Ladda upp en bild av detta fornminne      |
| Köping 131:1                           | Gravfält                    |              | Köping, Västmanland |       | 59.498895, 16.040103 | 10230201310001 | Ladda upp en bild av detta fornminne      |
| Köping 132:1                           | Hög                         |              | Köping, Västmanland |       | 59.498508, 16.044846 | 10230201320001 | Ladda upp en bild av detta fornminne      |
| Köping 132:2                           | Stensättning                |              | Köping, Västmanland |       | 59.498636, 16.044675 | 10230201320002 | Ladda upp en bild av detta fornminne      |
| Köping 132:3                           | Stensättning                |              | Köping, Västmanland |       | 59.498749, 16.044571 | 10230201320003 | Ladda upp en bild av detta fornminne      |
| Anders Pers backe (Köping 134:1)       | Gravfält                    |              | Köping, Västmanland |       | 59.510870, 16.022583 | 10230201340001 | Ladda upp en bild av detta fornminne      |
| Köping 151:1                           | Stensättning                |              | Köping, Västmanland |       | 59.553019, 15.972131 | 10230201510001 | Ladda upp en bild av detta fornminne      |
| Köping 151:2                           | Stensättning                |              | Köping, Västmanland |       | 59.553123, 15.972006 | 10230201510002 | Ladda upp en bild av detta fornminne      |
| Köping 152:1                           | Stensättning                |              | Köping, Västmanland |       | 59.553101, 15.965867 | 10230201520001 | Ladda upp en bild av detta fornminne      |
| Köping 155:1                           | Hällristning                |              | Köping, Västmanland |       | 59.541269, 15.978681 | 10230201550001 | Ladda upp en bild av detta fornminne      |
| Köping 156:1                           | Stensättning                |              | Köping, Västmanland |       | 59.538739, 15.978413 | 10230201560001 | Ladda upp en bild av detta fornminne      |
| Ormbacken (Köping 157:1)               | Gravfält                    |              | Köping, Västmanland |       | 59.542371, 15.987462 | 10230201570001 | Ladda upp en bild av detta fornminne      |
| Köping 158:1                           | Stensättning                |              | Köping, Västmanland |       | 59.541282, 15.986726 | 10230201580001 | Ladda upp en bild av detta fornminne      |
| Köping 159:1                           | Stensättning                |              | Köping, Västmanland |       | 59.538208, 15.985922 | 10230201590001 | Ladda upp en bild av detta fornminne      |
| Köping 162:1                           | Stensättning                |              | Köping, Västmanland |       | 59.550427, 15.996203 | 10230201620001 | Ladda upp en bild av detta fornminne      |
| Köping 162:2                           | Stensättning                |              | Köping, Västmanland |       | 59.550301, 15.996108 | 10230201620002 | Ladda upp en bild av detta fornminne      |
| Köping 163:1                           | Stensättning                |              | Köping, Västmanland |       | 59.554378, 16.003683 | 10230201630001 | Ladda upp en bild av detta fornminne      |
| Köping 164:1                           | Stensättning                |              | Köping, Västmanland |       | 59.550760, 16.015195 | 10230201640001 | Ladda upp en bild av detta fornminne      |
| Köping 164:2                           | Hällristning                |              | Köping, Västmanland |       | 59.550859, 16.015174 | 10230201640002 | Ladda upp en bild av detta fornminne      |
| Köping 164:3                           | Hällristning                |              | Köping, Västmanland |       | 59.551220, 16.015595 | 10230201640003 | Ladda upp en bild av detta fornminne      |
| Köping 164:4                           | Stensättning                |              | Köping, Västmanland |       | 59.551326, 16.015135 | 10230201640004 | Ladda upp en bild av detta fornminne      |
| Köping 164:5                           | Stensättning                |              | Köping, Västmanland |       | 59.551502, 16.015117 | 10230201640005 | Ladda upp en bild av detta fornminne      |
| Köping 165:1                           | Stensättning                |              | Köping, Västmanland |       | 59.551967, 16.013646 | 10230201650001 | Ladda upp en bild av detta fornminne      |
| Köping 165:2                           | Hällristning                |              | Köping, Västmanland |       | 59.551861, 16.013696 | 10230201650002 | Ladda upp en bild av detta fornminne      |
| Köping 167:1                           | Grav markerad av sten/block |              | Köping, Västmanland |       | 59.546947, 15.983061 | 10230201670001 | Ladda upp en bild av detta fornminne      |
| Köping 167:2                           | Grav markerad av sten/block |              | Köping, Västmanland |       | 59.547026, 15.983235 | 10230201670002 | Ladda upp en bild av detta fornminne      |
| Köping 168:1                           | Stensättning                |              | Köping, Västmanland |       | 59.543726, 15.976896 | 10230201680001 | Ladda upp en bild av detta fornminne      |
| Köping 168:2                           | Stensättning                |              | Köping, Västmanland |       | 59.543647, 15.977137 | 10230201680002 | Ladda upp en bild av detta fornminne      |
| Köping 168:3                           | Stensättning                |              | Köping, Västmanland |       | 59.543800, 15.977136 | 10230201680003 | Ladda upp en bild av detta fornminne      |
| Björnbacken (Köping 176:1)             | Hög                         |              | Köping, Västmanland |       | 59.546725, 16.024066 | 10230201760001 | Ladda upp en bild av detta fornminne      |
| Björnbacken (Köping 176:2)             | Stensättning                |              | Köping, Västmanland |       | 59.546802, 16.023917 | 10230201760002 | Ladda upp en bild av detta fornminne      |
| Björnbacken (Köping 176:3)             | Hällristning                |              | Köping, Västmanland |       | 59.546755, 16.023751 | 10230201760003 | Ladda upp en bild av detta fornminne      |
| Björnbacken (Köping 176:4)             | Hällristning                |              | Köping, Västmanland |       | 59.546814, 16.023768 | 10230201760004 | Ladda upp en bild av detta fornminne      |
| Björnbacken (Köping 176:5)             | Hällristning                |              | Köping, Västmanland |       | 59.546865, 16.023803 | 10230201760005 | Ladda upp en bild av detta fornminne      |
| Björnbacken (Köping 176:6)             | Hällristning                |              | Köping, Västmanland |       | 59.546848, 16.023690 | 10230201760006 | Ladda upp en bild av detta fornminne      |
| Köping 177:1                           | Röse                        |              | Köping, Västmanland |       | 59.544491, 16.016815 | 10230201770001 | Ladda upp en bild av detta fornminne      |
| Köping 179:1                           | Hällristning                |              | Köping, Västmanland |       | 59.549847, 16.044304 | 10230201790001 | Ladda upp en bild av detta fornminne      |
| Köping 180:1                           | Hällristning                |              | Köping, Västmanland |       | 59.552721, 16.045498 | 10230201800001 | Ladda upp en bild av detta fornminne      |
| Köping 181:1                           | Stensättning                |              | Köping, Västmanland |       | 59.535800, 16.028546 | 10230201810001 | Ladda upp en bild av detta fornminne      |
| Köping 181:2                           | Stensättning                |              | Köping, Västmanland |       | 59.535928, 16.028670 | 10230201810002 | Ladda upp en bild av detta fornminne      |
| Köping 181:3                           | Stensättning                |              | Köping, Västmanland |       | 59.535817, 16.027910 | 10230201810003 | Ladda upp en bild av detta fornminne      |
| Köping 181:4                           | Stensättning                |              | Köping, Västmanland |       | 59.535885, 16.028016 | 10230201810004 | Ladda upp en bild av detta fornminne      |
| Köping 181:5                           | Stensättning                |              | Köping, Västmanland |       | 59.535919, 16.027853 | 10230201810005 | Ladda upp en bild av detta fornminne      |
| Köping 181:6                           | Stensättning                |              | Köping, Västmanland |       | 59.536011, 16.027468 | 10230201810006 | Ladda upp en bild av detta fornminne      |
| Köping 182:1                           | Gravfält                    |              | Köping, Västmanland |       | 59.535328, 16.028367 | 10230201820001 | Ladda upp en bild av detta fornminne      |
| Köping 182:2                           | Stensättning                |              | Köping, Västmanland |       | 59.535239, 16.027710 | 10230201820002 | Ladda upp en bild av detta fornminne      |
| Köping 182:3                           | Stensättning                |              | Köping, Västmanland |       | 59.535179, 16.027576 | 10230201820003 | Ladda upp en bild av detta fornminne      |
| Köping 182:4                           | Stensättning                |              | Köping, Västmanland |       | 59.535172, 16.027753 | 10230201820004 | Ladda upp en bild av detta fornminne      |
| Köping 182:5                           | Stensättning                |              | Köping, Västmanland |       | 59.535258, 16.027629 | 10230201820005 | Ladda upp en bild av detta fornminne      |
| Köping 183:1                           | Stensättning                |              | Köping, Västmanland |       | 59.526272, 16.030545 | 10230201830001 | Ladda upp en bild av detta fornminne      |
| Köping 183:2                           | Hällristning                |              | Köping, Västmanland |       | 59.526223, 16.030477 | 10230201830002 | Ladda upp en bild av detta fornminne      |
| Köping 183:3                           | Stensättning                |              | Köping, Västmanland |       | 59.526137, 16.030905 | 10230201830003 | Ladda upp en bild av detta fornminne      |
| Köping 184:1                           | Gravfält                    |              | Köping, Västmanland |       | 59.523053, 16.034024 | 10230201840001 | Ladda upp en bild av detta fornminne      |
| Köping 185:1                           | Hög                         |              | Köping, Västmanland |       | 59.524043, 16.029814 | 10230201850001 | Ladda upp en bild av detta fornminne      |
| Köping 185:2                           | Hällristning                |              | Köping, Västmanland |       | 59.524153, 16.029899 | 10230201850002 | Ladda upp en bild av detta fornminne      |
| Köping 189:1                           | Hällristning                |              | Köping, Västmanland |       | 59.555266, 15.986357 | 10230201890001 | Ladda upp en bild av detta fornminne      |
| Köping 190:1                           | Hög                         |              | Köping, Västmanland |       | 59.523085, 15.914206 | 10230201900001 | Ladda upp en bild av detta fornminne      |
| Köping 190:2                           | Stensättning                |              | Köping, Västmanland |       | 59.522896, 15.914362 | 10230201900002 | Ladda upp en bild av detta fornminne      |
| Köping 190:3                           | Stensättning                |              | Köping, Västmanland |       | 59.522803, 15.914483 | 10230201900003 | Ladda upp en bild av detta fornminne      |
| Köping 190:4                           | Stensättning                |              | Köping, Västmanland |       | 59.522794, 15.914183 | 10230201900004 | Ladda upp en bild av detta fornminne      |
| Köping 191:1                           | Gravfält                    |              | Köping, Västmanland |       | 59.526325, 15.912394 | 10230201910001 | Ladda upp en bild av detta fornminne      |
| Köping 191:2                           | Grav markerad av sten/block |              | Köping, Västmanland |       | 59.525881, 15.912793 | 10230201910002 | Ladda upp en bild av detta fornminne      |
| Köping 191:3                           | Stensättning                |              | Köping, Västmanland |       | 59.525840, 15.912560 | 10230201910003 | Ladda upp en bild av detta fornminne      |
| Köping 191:4                           | Stensättning                |              | Köping, Västmanland |       | 59.525703, 15.912575 | 10230201910004 | Ladda upp en bild av detta fornminne      |
| Köping 193:1                           | Stensättning                |              | Köping, Västmanland |       | 59.514219, 15.947677 | 10230201930001 | Ladda upp en bild av detta fornminne      |
| Köping 193:2                           | Stensättning                |              | Köping, Västmanland |       | 59.514447, 15.947870 | 10230201930002 | Ladda upp en bild av detta fornminne      |
| Köping 193:3                           | Stensättning                |              | Köping, Västmanland |       | 59.514589, 15.947528 | 10230201930003 | Ladda upp en bild av detta fornminne      |
| Köping 194:1                           | Hällristning                |              | Köping, Västmanland |       | 59.515780, 15.941899 | 10230201940001 | Ladda upp en bild av detta fornminne      |
| Köping 194:2                           | Stensättning                |              | Köping, Västmanland |       | 59.515332, 15.942129 | 10230201940002 | Ladda upp en bild av detta fornminne      |
| Köping 195:1                           | Hällristning                |              | Köping, Västmanland |       | 59.518401, 15.944147 | 10230201950001 | Ladda upp en bild av detta fornminne      |
| Köping 196:1                           | Stensättning                |              | Köping, Västmanland |       | 59.536679, 16.022795 | 10230201960001 | Ladda upp en bild av detta fornminne      |
| Köping 199:1                           | Stensättning                |              | Köping, Västmanland |       | 59.536310, 16.023566 | 10230201990001 | Ladda upp en bild av detta fornminne      |
| Köping 200:1                           | Stensättning                |              | Köping, Västmanland |       | 59.534989, 15.927194 | 10230202000001 | Ladda upp en bild av detta fornminne      |
| Köping 201:1                           | Gravfält                    |              | Köping, Västmanland |       | 59.535083, 15.924575 | 10230202010001 | Ladda upp en bild av detta fornminne      |
| Köping 203:1                           | Röse                        |              | Köping, Västmanland |       | 59.483437, 16.008418 | 10230202030001 | Ladda upp en bild av detta fornminne      |
| Köping 204:1                           | Hällristning                |              | Köping, Västmanland |       | 59.556674, 16.025865 | 10230202040001 | Ladda upp en bild av detta fornminne      |
| Köping 205:1                           | Hällristning                |              | Köping, Västmanland |       | 59.556223, 16.024449 | 10230202050001 | Ladda upp en bild av detta fornminne      |
| Köping 206:1                           | Hällristning                |              | Köping, Västmanland |       | 59.556803, 16.028553 | 10230202060001 | Ladda upp en bild av detta fornminne      |
| Köping 207:1                           | Hällristning                |              | Köping, Västmanland |       | 59.558406, 16.028836 | 10230202070001 | Ladda upp en bild av detta fornminne      |
| Köping 208:1                           | Hällristning                |              | Köping, Västmanland |       | 59.554455, 16.025840 | 10230202080001 | Ladda upp en bild av detta fornminne      |
| Köping 209:1                           | Hällristning                |              | Köping, Västmanland |       | 59.552493, 16.025896 | 10230202090001 | Ladda upp en bild av detta fornminne      |
| Köping 209:2                           | Hällristning                |              | Köping, Västmanland |       | 59.552649, 16.026374 | 10230202090002 | Ladda upp en bild av detta fornminne      |
| Köping 210:1                           | Hällristning                |              | Köping, Västmanland |       | 59.554097, 16.028814 | 10230202100001 | Ladda upp en bild av detta fornminne      |
| Köping 210:2                           | Hällristning                |              | Köping, Västmanland |       | 59.554187, 16.028931 | 10230202100002 | Ladda upp en bild av detta fornminne      |
| Köping 210:3                           | Hällristning                |              | Köping, Västmanland |       | 59.554088, 16.029023 | 10230202100003 | Ladda upp en bild av detta fornminne      |
| Köping 211:1                           | Hällristning                |              | Köping, Västmanland |       | 59.556400, 16.039421 | 10230202110001 | Ladda upp en bild av detta fornminne      |
| Köping 212:1                           | Hällristning                |              | Köping, Västmanland |       | 59.555988, 16.040648 | 10230202120001 | Ladda upp en bild av detta fornminne      |
| Köping 213:1                           | Hällristning                |              | Köping, Västmanland |       | 59.555091, 16.040793 | 10230202130001 | Ladda upp en bild av detta fornminne      |
| Köping 213:2                           | Hällristning                |              | Köping, Västmanland |       | 59.555335, 16.040397 | 10230202130002 | Ladda upp en bild av detta fornminne      |
| Köping 213:3                           | Hällristning                |              | Köping, Västmanland |       | 59.555428, 16.040464 | 10230202130003 | Ladda upp en bild av detta fornminne      |
| Köping 214:1                           | Hällristning                |              | Köping, Västmanland |       | 59.551293, 16.029754 | 10230202140001 | Ladda upp en bild av detta fornminne      |
| Köping 214:2                           | Hällristning                |              | Köping, Västmanland |       | 59.551347, 16.029613 | 10230202140002 | Ladda upp en bild av detta fornminne      |
| Köping 215:1                           | Hällristning                |              | Köping, Västmanland |       | 59.552044, 16.036317 | 10230202150001 | Ladda upp en bild av detta fornminne      |
| Köping 216:1                           | Hällristning                |              | Köping, Västmanland |       | 59.542728, 16.037955 | 10230202160001 | Ladda upp en bild av detta fornminne      |
| Köping 217:1                           | Hällristning                |              | Köping, Västmanland |       | 59.544034, 16.034054 | 10230202170001 | Ladda upp en bild av detta fornminne      |
| Köping 217:2                           | Hällristning                |              | Köping, Västmanland |       | 59.544334, 16.033418 | 10230202170002 | Ladda upp en bild av detta fornminne      |
| Köping 218:1                           | Hällristning                |              | Köping, Västmanland |       | 59.541268, 16.045839 | 10230202180001 | Ladda upp en bild av detta fornminne      |
| Köping 219:1                           | Hällristning                |              | Köping, Västmanland |       | 59.538413, 16.046989 | 10230202190001 | Ladda upp en bild av detta fornminne      |
| Köping 219:2                           | Hällristning                |              | Köping, Västmanland |       | 59.538490, 16.046912 | 10230202190002 | Ladda upp en bild av detta fornminne      |
| Köping 220:1                           | Hällristning                |              | Köping, Västmanland |       | 59.540213, 16.049534 | 10230202200001 | Ladda upp en bild av detta fornminne      |
| Köping 221:1                           | Hällristning                |              | Köping, Västmanland |       | 59.541487, 16.048631 | 10230202210001 | Ladda upp en bild av detta fornminne      |
| Köping 222:1                           | Hällristning                |              | Köping, Västmanland |       | 59.541632, 16.054973 | 10230202220001 | Ladda upp en bild av detta fornminne      |
| Köping 223:1                           | Hällristning                |              | Köping, Västmanland |       | 59.528207, 16.020576 | 10230202230001 | Ladda upp en bild av detta fornminne      |
| Köping 223:2                           | Hällristning                |              | Köping, Västmanland |       | 59.528279, 16.021145 | 10230202230002 | Ladda upp en bild av detta fornminne      |
| Köping 223:3                           | Hällristning                |              | Köping, Västmanland |       | 59.528329, 16.021314 | 10230202230003 | Ladda upp en bild av detta fornminne      |
| Köping 224:1                           | Hällristning                |              | Köping, Västmanland |       | 59.528692, 16.021972 | 10230202240001 | Ladda upp en bild av detta fornminne      |
| Köping 225:1                           | Hällristning                |              | Köping, Västmanland |       | 59.529069, 16.029337 | 10230202250001 | Ladda upp en bild av detta fornminne      |
| Köping 226:1                           | Hällristning                |              | Köping, Västmanland |       | 59.530360, 16.033625 | 10230202260001 | Ladda upp en bild av detta fornminne      |
| Köping 227:1                           | Hällristning                |              | Köping, Västmanland |       | 59.534234, 16.030395 | 10230202270001 | Ladda upp en bild av detta fornminne      |
| Köping 227:2                           | Hällristning                |              | Köping, Västmanland |       | 59.534183, 16.030420 | 10230202270002 | Ladda upp en bild av detta fornminne      |
| Köping 227:3                           | Hällristning                |              | Köping, Västmanland |       | 59.534127, 16.030460 | 10230202270003 | Ladda upp en bild av detta fornminne      |
| Köping 227:4                           | Hällristning                |              | Köping, Västmanland |       | 59.534176, 16.030540 | 10230202270004 | Ladda upp en bild av detta fornminne      |
| Köping 227:5                           | Hällristning                |              | Köping, Västmanland |       | 59.534240, 16.030480 | 10230202270005 | Ladda upp en bild av detta fornminne      |
| Köping 228:1                           | Hällristning                |              | Köping, Västmanland |       | 59.521119, 15.913233 | 10230202280001 | Ladda upp en bild av detta fornminne      |
| Köping 229:1                           | Hällristning                |              | Köping, Västmanland |       | 59.524861, 15.911655 | 10230202290001 | Ladda upp en bild av detta fornminne      |
| Köping 229:2                           | Hällristning                |              | Köping, Västmanland |       | 59.524541, 15.911523 | 10230202290002 | Ladda upp en bild av detta fornminne      |
| Köping 229:3                           | Hällristning                |              | Köping, Västmanland |       | 59.524351, 15.911758 | 10230202290003 | Ladda upp en bild av detta fornminne      |
| Köping 229:4                           | Hällristning                |              | Köping, Västmanland |       | 59.524282, 15.912326 | 10230202290004 | Ladda upp en bild av detta fornminne      |
| Köping 230:1                           | Hällristning                |              | Köping, Västmanland |       | 59.523662, 15.911299 | 10230202300001 | Ladda upp en bild av detta fornminne      |
| Köping 231:1                           | Hällristning                |              | Köping, Västmanland |       | 59.523748, 15.913612 | 10230202310001 | Ladda upp en bild av detta fornminne      |
| Köping 232:1                           | Hällristning                |              | Köping, Västmanland |       | 59.524534, 15.909984 | 10230202320001 | Ladda upp en bild av detta fornminne      |
| Köping 233:1                           | Hällristning                |              | Köping, Västmanland |       | 59.525083, 15.910393 | 10230202330001 | Ladda upp en bild av detta fornminne      |
| Köping 234:1                           | Hällristning                |              | Köping, Västmanland |       | 59.527394, 15.907606 | 10230202340001 | Ladda upp en bild av detta fornminne      |
| Köping 235:1                           | Hällristning                |              | Köping, Västmanland |       | 59.521542, 15.933714 | 10230202350001 | Ladda upp en bild av detta fornminne      |
| Köping 235:2                           | Hällristning                |              | Köping, Västmanland |       | 59.521586, 15.933332 | 10230202350002 | Ladda upp en bild av detta fornminne      |
| Köping 236:1                           | Hällristning                |              | Köping, Västmanland |       | 59.543662, 15.960781 | 10230202360001 | Ladda upp en bild av detta fornminne      |
| Köping 236:2                           | Hällristning                |              | Köping, Västmanland |       | 59.543653, 15.960804 | 10230202360002 | Ladda upp en bild av detta fornminne      |
| Köping 237:1                           | Hällristning                |              | Köping, Västmanland |       | 59.553181, 16.045102 | 10230202370001 | Ladda upp en bild av detta fornminne      |
| Köping 241:1                           | Stensättning                |              | Köping, Västmanland |       | 59.510417, 15.940352 | 10230202410001 | Ladda upp en bild av detta fornminne      |
| Köping 248:1                           | Stensättning                |              | Köping, Västmanland |       | 59.498165, 15.985319 | 10230202480001 | Ladda upp en bild av detta fornminne      |
| Köping 248:2                           | Stensättning                |              | Köping, Västmanland |       | 59.498266, 15.985324 | 10230202480002 | Ladda upp en bild av detta fornminne      |
| Köping 248:3                           | Stensättning                |              | Köping, Västmanland |       | 59.498494, 15.985287 | 10230202480003 | Ladda upp en bild av detta fornminne      |
| Köping 277:1                           | Stensättning                |              | Köping, Västmanland |       | 59.500216, 15.975742 | 10230202770001 | Ladda upp en bild av detta fornminne      |
| Köping 278:1                           | Grav markerad av sten/block |              | Köping, Västmanland |       | 59.500739, 15.974152 | 10230202780001 | Ladda upp en bild av detta fornminne      |
| Köping 279:1                           | Stensättning                |              | Köping, Västmanland |       | 59.501753, 15.975502 | 10230202790001 | Ladda upp en bild av detta fornminne      |
| Köping 279:2                           | Stensättning                |              | Köping, Västmanland |       | 59.501825, 15.975499 | 10230202790002 | Ladda upp en bild av detta fornminne      |
| Köping 289:1                           | Stensättning                |              | Köping, Västmanland |       | 59.534205, 15.933388 | 10230202890001 | Ladda upp en bild av detta fornminne      |
| Köping 290:1                           | Hög                         |              | Köping, Västmanland |       | 59.531383, 15.933136 | 10230202900001 | Ladda upp en bild av detta fornminne      |
| Köping 290:2                           | Hög                         |              | Köping, Västmanland |       | 59.531223, 15.933234 | 10230202900002 | Ladda upp en bild av detta fornminne      |
| Köping 290:3                           | Röse                        |              | Köping, Västmanland |       | 59.531197, 15.933565 | 10230202900003 | Ladda upp en bild av detta fornminne      |
| Köping 292:1                           | Röse                        |              | Köping, Västmanland |       | 59.530720, 15.934921 | 10230202920001 | Ladda upp en bild av detta fornminne      |
| Köping 300                             | Hällristning                |              | Köping, Västmanland |       | 59.554637, 16.038115 | 12000000004881 | Ladda upp en bild av detta fornminne      |
| Köping 302                             | Hög                         |              | Köping, Västmanland |       | 59.537726, 15.950493 | 12000000059040 | Ladda upp en bild av detta fornminne      |
| Köping 332                             | Hällristning                |              | Köping, Västmanland |       | 59.546683, 15.988945 | 12000000102737 | Ladda upp en bild av detta fornminne      |
| Köping 333                             | Hällristning                |              | Köping, Västmanland |       | 59.546668, 15.988915 | 12000000102740 | Ladda upp en bild av detta fornminne      |
| Köping 337                             | Stensättning                |              | Köping, Västmanland |       | 59.557280, 16.009272 | 12000000134297 | Ladda upp en bild av detta fornminne      |
| Köping 338                             | Stensättning                |              | Köping, Västmanland |       | 59.557260, 16.009414 | 12000000134298 | Ladda upp en bild av detta fornminne      |
| Odensvi 134:1                          | Hällristning                |              | Köping, Västmanland |       | 59.559222, 16.031889 | 10231101340001 | Ladda upp en bild av detta fornminne      |